# De Twee Pico's
De Twee Pico's was een accordeonduo uit de wijk het Oude Noorden in Rotterdam, bestaand uit Piet en Coba "Cootje" van Amen.

## Wetenswaardigheden
- Cootje was de tante van Coen Moulijn. Piet heeft muziekles gegeven op de Wolfert van Borselen Mavo aan de Rösener Manszstraat.[bron?]

## Discografie
78 toeren platen
| Titel               | Nummers                                                                      | Label         | Labelnummer | Matrijsnummer          |
| ------------------- | ---------------------------------------------------------------------------- | ------------- | ----------- | ---------------------- |
| Pico Bello 1 en 2   | Franse liedjes - Engelse wals medley                                         | Elite Special | HEL 100     | BO 1 4820 en BO 2 4821 |
| Pico Bello 2 en 3   | Foxtrot medley - Wals medley                                                 | Elite Special | HEL 101     | BO 3 4822 en BO 4 4823 |
| Pico Bello 5 en 6   | Niet bekend                                                                  | Elite Special | HEL 114     | BO 28 5010 en 5011     |
| De Pico's           | De Pico's In 6/8 (In Duitstalige gebieden uitgebracht als 'Die Picos im 6/8) | Elite Special | HEL 125     | BO 53 - 5102           |
| Pico Bello 21 en 22 | Walsch potpourri - Tango potpourri                                           | HMV           | JF 129      | OFA 2050 en 2051       |
| Pico Bello 23 en 24 | Wals medley - Foxtrott potpourri                                             | HMV           | JF 127      | OFA 2052 en 2053       |
| Pico Bello 25 en 26 | Foxtrott potpourri - Foxtrott potpourri                                      | HMV           | JF 128      | OFA 2054 en 2055       |
| Pico Bello 27 en 28 | Foxtrott potpourri - Hoor de muzikanten                                      | HMV           | JF 131      | OFA 2061 en 2058       |
| Pico Bello 29 en 30 | Wals potpourri - Tango Potpourri                                             | HMV           | JF 132      | OFA 2059 en 2060       |
| Pico Bello 31 en 32 | Foxtrott medley - Wals medley                                                | HMV           | JF 133      | OFA 2068 en 2069       |
| Pico Bello 35 en 36 | Foxtrot medley en Wals medley                                                | HMV           | JF 135      | OFA 2005 en 2100       |
| Pico Bello 37 en 38 | Quick Foxtrott medley en 6/8 medley                                          | HMV           | JF 160      | OFA 2101 en 2103       |
| Pico Bello 51 en 52 | Wals medley en Foxtrot medley                                                | HMV           | JF 187      | OFA 2158 en 2159       |